# Microsoft Office 2019

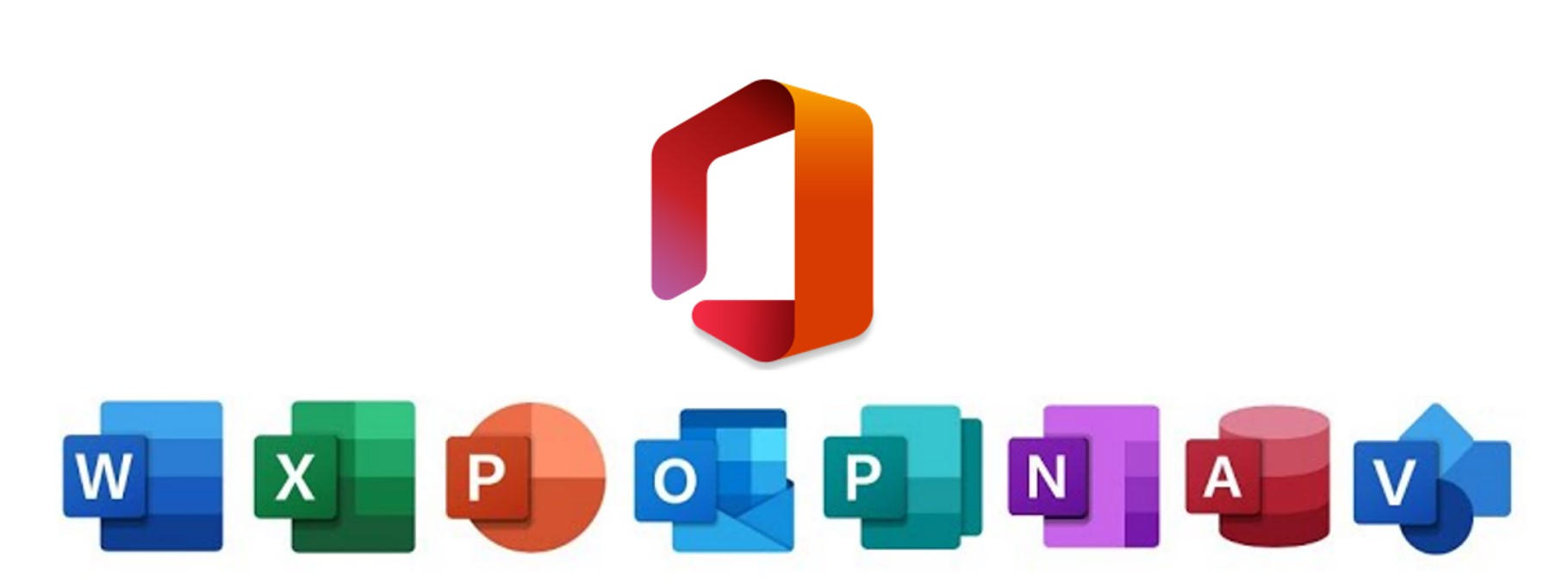
Imagem ilustrativa

Microsoft Office 2019 (codinome Cornflakes) é uma versão do Microsoft Office, um software de produtividade, sucedendo ao Office 2016. Foi anunciado em 6 de setembro de 2017 no Microsoft Ignite. Foi lançado em 24 de setembro de 2018
Alguns recursos que anteriormente foram restritos ao assinantes do Office 365 e estarão disponíveis nesta versão. Em 27 de abril de 2018, a Microsoft lançou o Office 2019 Commercial Preview para Windows 10. Em 12 de junho de 2018, a Microsoft lançou uma prévia para o macOS.

## Novas características
O Office 2019 inclui todos os recursos do Office 365, junto com melhoramento na função caneta, novos recursos de animação no PowerPoint, incluindo os recursos de metamorfose e zoom, e novas fórmulas e gráficos em Excel para análise de dados. Ao contrário das versões anteriores do OneNote, o aplicativo da área de trabalho será substituído pelo OneNote para Windows 10 como Aplicativo Universal do Windows.
O Office 2019 foi desenvolvido para ser executado, no mínimo, no Windows 10, Windows Server 2016 ou macOS Sierra. Além disso, esta versão não receberá 10 anos de suporte, como a maioria das versões anteriores, mas sim 5 anos de suporte geral, sendo apenas 2 anos de suporte estendido.

## Tecnologia do instalador
Tanto no Microsoft Office 2013 quanto no Microsoft Office 2016, várias edições contendo os aplicativos eram disponibilizadas no formato Click-To-Run (Microsoft App-V) ou pelo tradicional Windows Installer. Para o Office 2019, a Microsoft anunciou que os aplicativos só terão um instalador Click-to-Run e somente os aplicativos do servidor terão o instalador tradicional do MSI. Assim como no Office 2016, os aplicativos do Office 2019 também estarão disponíveis para instalação no Microsoft Store. As instalações para Mac podem ser adquiridas no site da Microsoft.